# Paralimnophyes jii
Paralimnophyes jii är en tvåvingeart som beskrevs av Wang och Ole Anton Saether 2002. Paralimnophyes jii ingår i släktet Paralimnophyes och familjen fjädermyggor. Inga underarter finns listade i Catalogue of Life.